# Maladie de Legg-Calvé-Perthes
«  Ostéochondrite primitive de hanche » redirige ici. Pour les autres significations, voir Ostéochondrite et Chondrite (médecine).
 Mise en garde médicale
La maladie de Legg-Calvé-Perthes ou ostéochondrite primitive de hanche est une maladie de la hanche qui touche les enfants. Elle consiste en une nécrose aseptique du noyau ossifié de la tête fémorale.

## Autres noms
La Maladie de Legg-Calvé-Perthes se nomme aussi ostéochondrite primitive de hanche ou encore Ostéochondrite déformante de la hanche (coxa plana).

## Cause
Elle demeure inconnue. Des familles avec plusieurs membres atteints ont été décrites, et la maladie obéit probablement à un modèle d'hérédité multi-factorielle. Elle résulterait d'une ischémie épiphysaire d'origine inconnue.

## Épidémiologie
C'est une maladie qui touche 0.2 à 20 enfants sur 100 000, suivant les pays (beaucoup plus rare au 
Proche et Moyen-Orient). On peut la déclarer de 4 à 14 ans. Elle concerne, dans 85 % des cas, des garçons âgés de quatre à neuf ans.
Elle est favorisée par un tabagisme maternel durant la grossesse et semble plus fréquente si le poids de naissance était bas.

## Description clinique
La maladie est habituellement unilatérale mais peut concerner les deux hanches dans 15 % des cas. le diagnostic est souvent fait de manière retardée, après quelques mois d'évolution.
Le début des symptômes est insidieux, l'atteinte est unilatérale dans 85 % des cas avec une douleur localisée à la hanche, mais le jeune enfant désigne souvent son genou comme localisation de la douleur. La douleur augmente avec l'effort physique avec un point particulièrement élevé en fin de journée avec boiterie d'esquive. Les limitations douloureuses se situent dans les mouvements de rotation interne et de l'abduction.  
L'examen clinique montre la limitation de la rotation interne de la hanche (patient allongé sur le ventre, permettant de tester cette rotation sur les deux hanches et de détecter une asymétrie). Le signe de Thomas est positif (patient en décubitus dorsal, hanche saine fléchie afin que le rachis lombaire soit à plat sur la table. La hanche malade présente une flexion de 15° témoignant d'une raideur de la hanche.). On peut observer dans certains cas une hydarthrose (visible à l'échographie).

## Diagnostic

### Biologie
Pas de syndrome inflammatoire.

### Imagerie
Au stade précoce, les radiographies du bassin sont normales. La scintigraphie osseuse est un bon élément de diagnostic, montrant une hypovascularisation par nécrose ischémique. L'IRM permet de mieux délimiter les zones ischémiques et nécrosées.
La maladie évolue ensuite en quatre étapes radiologiques :
- Image d'un décollement sous-chondral (petite lacune) ;
- densification du noyau épiphysaire suivant sa fragmentation ;
- reconstruction articulaire avec réossification ;
- déformation en coxa plana.

Une image radiographique pathologique suffit au diagnostic.

## Diagnostic différentiel
La synovite aiguë transitoire ou rhume de hanche a un diagnostic précoce très proche de l'ostéochondrite primitive de hanche, mais les deux maladies n'ont pas la même évolution et n'ont pas les mêmes causes. Pour certains cliniciens, l'ostéochondrite primitive de hanche est une complication de la synovite aiguë transitoire, mais ce point est l'objet de débats.

## Évolution
La maladie évolue sur plusieurs années. En l'absence de traitement, seul un quart des enfants conservent une tête fémorale sphérique. 
Les séquelles principales à redouter sont le Coxa plana et, à long terme, la coxarthrose (arthrose de hanche).

## Traitement
La maladie doit être détectée le plus tôt possible car un retard thérapeutique alourdit la prise en charge orthopédique. Chez les enfants de moins de 6 ans l'évolution est très souvent favorable, ne nécessitant pas d'intervention chirurgicale.
Le but du traitement est d'obtenir une tête fémorale sphérique et bien recouverte. On préconise une simple surveillance chez les enfants de 4 à 6 ans.
Dans tous les cas, il est souhaitable d'assouplir la hanche grâce à une mise en traction continue du membre inférieur selon la symptomatologie du patient, associée à la kinésithérapie dans les formes douloureuses et raides.
L'attelle d'Atlanta peut être utilisée pour les enfants de plus de 8 ans lors d'une atteinte bilatérale ou bien dans une atteinte unilatérale, l'orthése de Chicago peut être prescrite.
Il faut protéger la tête fémorale par la mise en décharge pendant la phase de nécrose en attendant le rémodelage. 
La durée d'évolution des lésions anatomiques en excluant les séquelles est de deux à trois ans. 
Pour les cas évolués au diagnostic tardif, particulièrement chez les enfants de plus de huit ans, où une reconstruction osseuse s'est formée, la chirurgie par ostéotomie fémorale de varisation de recentrage est envisagée.